# Scorpion (zodie)

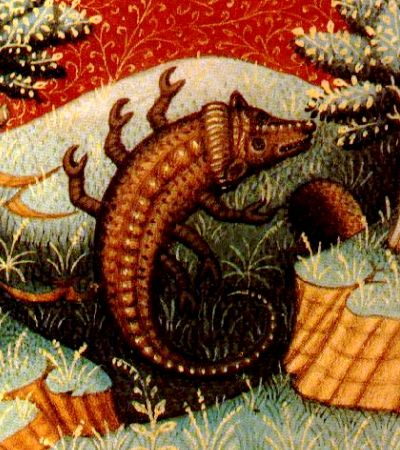
Scorpionul

Scorpion (♏)  (greaca veche σκορπίος Skorpíos, latină Scorpius) este al optulea semn astrologic din zodiacul european, aflat în perioada  23 octombrie–22 noiembrie, de la 210° la 240°, din ciclul zodiacal.
Formatul Unicode pentru semn este U+264F (♏).